# Carmilla (web-série)
 (juillet 2018).
Pour les articles homonymes, voir Carmilla (homonymie).
Carmilla est une web-série canadienne anglophone créée en 2014 par Jordan Hall et basée sur le roman du même nom de Sheridan Le Fanu.
La première saison a démarré le 19 août 2014 sur la chaîne YouTube de Vervegirl. 
En 2017, une suite est sortie sous forme de long métrage, The Carmilla Movie.

## Synopsis
La série raconte les péripéties du couple formé par Laura (Elise Bauman) et Carmilla (Natasha Negovanlis). Carmilla est un vampire et avec l'aide de ses amis et de Laura bien sûr, elle va essayer de combattre sa mère qui veut détruire le monde.

## Distribution
- Elise Bauman : Laura Hollis
- Natasha Negovanlis : Carmilla Karnstein
- Sharon Belle : Danny Lawrence
- Annie Briggs : Lola Perry
- K Alexander : Suzanne « LaFontaine »
- Aaron Chartrand : Will Luce ; J.P.
- Matt O'Connor : Wilson Kirsch
- Sophia Walker : Matska « Mattie » Belmonde
- Ian D. Clark : Baron Vordenberg

## Saisons
| Saison      | épisodes | début             | fin              |
| ----------- | -------- | ----------------- | ---------------- |
| 1           | 36       | 19 août 2014      | 2 décembre 2014  |
| spécial     | 1        | 24 décembre 2014  | 24 décembre 2014 |
| 2           | 36       | 2 juin 2015       | 1er octobre 2015 |
| saison Zéro | 12       | 22 octobre 2015   | 26 novembre 2015 |
| 3           | 36       | 15 septembre 2016 | 13 octobre 2016  |

## Liste des épisodes

### Saison 1
1. Épisode 01 : Disorientation (19 août 2014)
2. Épisode 02 : Missing (19 août 2014)
3. Épisode 03 : The Roommate (19 août 2014)
4. Épisode 04 : Freak Out (19 août 2014)
5. Épisode 05 : Patterns (19 août 2014)
6. Épisode 06 : Why Bother? (19 août 2014)
7. Épisode 07 : Town Hall (21 août 2014)
8. Épisode 08 : Pitsa i Thanato (26 août 2014)
9. Épisode 09 : Nancy Drew (28 août 2014)
10. Épisode 10 : The Real Betty (2 septembre 2014)
11. Épisode 11 : A Visit From The Dean (4 septembre 2014)
12. Épisode 12 : Evidence (9 septembre 2014)
13. Épisode 13 : I, Spy (11 septembre 2014)
14. Épisode 14 : Research Trip (16 septembre 2014)
15. Épisode 15 : My Roommate, The Vampire (18 septembre 2014)
16. Épisode 16 : Best Laid Plans (23 septembre 2014)
17. Épisode 17 : It's A Trap (25 septembre 2014)
18. Épisode 18 : While You Weren't Watching (30 septembre 2014)

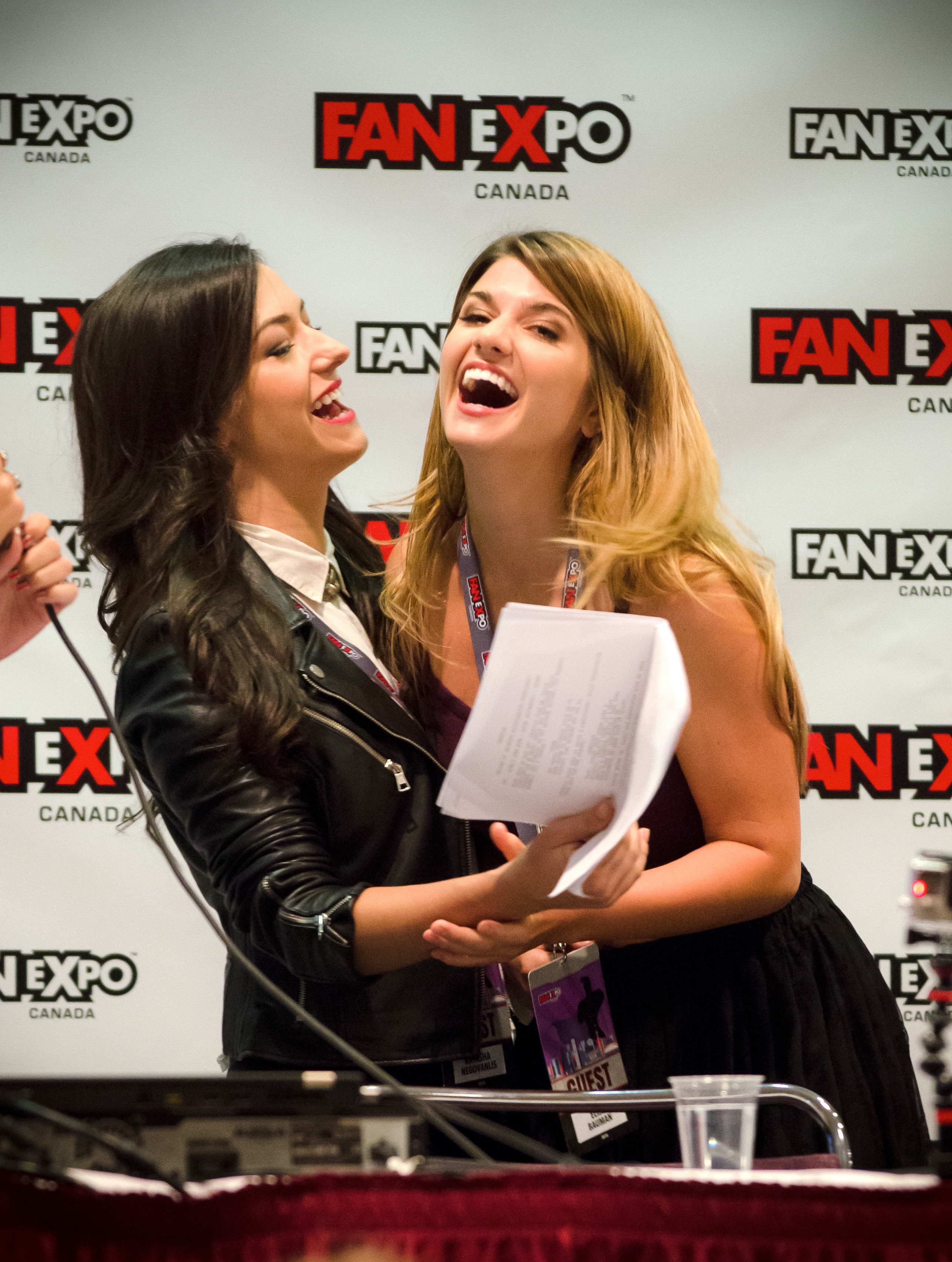
Natasha Negovanlis et Elise Bauman

19. Épisode 19 : Advanced Interrogation Techniques (2 octobre 2014)
20. Épisode 20 : Sock Puppets and European History (7 octobre 2014)
21. Épisode 21 : Strategic Planning (9 octobre 2014)
22. Épisode 22 : Afterbite (14 octobre 2014)
23. Épisode 23 : We Need To Talk About Carmilla (16 octobre 2014)
24. Épisode 24 : Breaking Up (With An Amazon) Is Hard To Do (21 octobre 2014)
25. Épisode 25 : Basic Parasitology (23 octobre 2014)
26. Épisode 26 : The Standard Issue (28 octobre 2014)
27. Épisode 27 : Required Reading (30 octobre 2014)
28. Épisode 28 : Blame Enough For All (4 novembre 2014)
29. Épisode 29 : PTSD & Brownies (6 novembre 2014)
30. Épisode 30 : Monsters, Lies & Videotapes (11 novembre 2014)
31. Épisode 31 : Of Hearts And Holy Hand Grenades (13 novembre 2014)
32. Épisode 32 : Mommy Dearest (18 novembre 2014)
33. Épisode 33 : Pep Rally (20 novembre 2014)
34. Épisode 34 : Do Not Go Into The Light (25 novembre 2014)
35. Épisode 35 : Heroic Vampire Bull (27 novembre 2014)
36. Épisode 36 : Life Goes On (2 décembre 2014)

### Spécial
1. Épisode 37 : The Christmas Special (24 décembre 2014)

### Saison 2
1. Épisode 38 : Brave New World (2 juin 2015)
2. Épisode 39 : The Voice Of Silas (4 juin 2015)
3. Épisode 40 : SNN (9 juin 2015)
4. Épisode 41 : War & Pieces (11 juin 2015)
5. Épisode 42 : Something Wicked (16 juin 2015)
6. Épisode 43 : The Chair of the Board (18 juin 2015)
7. Épisode 44 : Arrangements For Living (23 juin 2015)
8. Épisode 45 : Vanishing Act (25 juin 2015)
9. Épisode 46 : Cutting Losses (30 juin 2015)
10. Épisode 47 : Sister Spycraft (2 juillet 2015)
11. Épisode 48 : Adonis Interrupted (7 juillet 2015)
12. Épisode 49 : Enter the Lugenbaron (9 juillet 2015)
13. Épisode 50 : Emergency Procedures (14 juillet 2015)
14. Épisode 51 : Sous Les Paves (16 juillet 2015)
15. Épisode 52 : No Heroics (21 juillet 2015)
16. Épisode 53 : Old Habits (23 juillet 2015)
17. Épisode 54 : The Great Debate Prep (28 juillet 2015)
18. Épisode 55 : Coup De Grace (30 juillet 2015)
19. Épisode 56 : Dividing Lines (4 août 2015)
20. Épisode 57 : Damage Control (6 août 2015)
21. Épisode 58 : Prisoner's Dilemma (11 août 2015)
22. Épisode 59 : Compulsory Violence (13 août 2015)
23. Épisode 60 : Wild Kingdom (18 août 2015)
24. Épisode 61 : Hunger Games (20 août 2015)
25. Épisode 62 : Bluster and Consequences (25 août 2015)
26. Épisode 63 : Concerned Parties (27 août 2015)
27. Épisode 64 : Zones of Friendship (1er septembre 2015)
28. Épisode 65 : Spilled Blood (3 septembre 2015)
29. Épisode 66 : Godslayer (8 septembre 2015)
30. Épisode 67 : Co-Existence (10 septembre 2015)
31. Épisode 68 : Siege Tactics (15 septembre 2015)
32. Épisode 69 : Radio Letter (17 septembre 2015)
33. Épisode 70 : Just In Case (22 septembre 2015)
34. Épisode 71 : Last Call (24 septembre 2015)
35. Épisode 72 : Not Afraid (29 septembre 2015)
36. Épisode 73 : The Execution of Carmilla Karnstein (1er octobre 2015)

### Saison Zéro
1. Épisode 74 : Blast from the Past (22 octobre 2015)
2. Épisode 75 : A Bro's Tale (22 octobre 2015)
3. Épisode 76 : Lucy & Ethel (27 octobre 2015)
4. Épisode 77 : No One Expects (29 octobre 2015)
5. Épisode 78 : The Missing... Link (3 novembre 2015)
6. Épisode 79 : Suspicious Minds (5 novembre 2015)
7. Épisode 80 : Lock-in (10 novembre 2015)
8. Épisode 81 : Blood, Where Art Thou? (12 novembre 2015)
9. Épisode 82 : The Trouble With Tinkerbell (17 novembre 2015)
10. Épisode 83 : Wishin' & Hopin' (19 novembre 2015)
11. Épisode 84 : Clap If You Believe In… (24 novembre 2015)
12. Épisode 85 : Nothing To See Here (24 novembre 2015)

### Saison 3
1. Épisode 86 : I Know What You Didn't Do Last Summer (15 septembre 2016)
2. Épisode 87 : Bad Blood (15 septembre 2016)
3. Épisode 88 : Checkpoint (15 septembre 2016)
4. Épisode 89 : Relative Positions (15 septembre 2016)
5. Épisode 90 : Raiders of the Lost Heart (15 septembre 2016)
6. Épisode 91 : Best Laid Plans (15 septembre 2016)
7. Épisode 92 : By The Book (15 septembre 2016)
8. Épisode 93 : All The Rage (15 septembre 2016)
9. Épisode 94 : Meet The Parent (15 septembre 2016)
10. Épisode 95 : Crossroads (15 septembre 2016)
11. Épisode 96 : What Fresh Intel Is This? (15 septembre 2016)
12. Épisode 97 : Memory Lane (15 septembre 2016)
13. Épisode 98 : Warning Signs (15 septembre 2016)
14. Épisode 99 : Order of Magnitude (15 septembre 2016)
15. Épisode 100 : Risk Assessments (15 septembre 2016)
16. Épisode 101 : Regrets, I've Had A Few (15 septembre 2016)
17. Épisode 102 : Demon Summoning Made Simple (15 septembre 2016)
18. Épisode 103 : The Heart of The Matter (29 septembre 2016)
19. Épisode 104 : Coping Strategies (29 septembre 2016)
20. Épisode 105 : Circular Logic (29 septembre 2016)
21. Épisode 106 : The Exorcism of Lola Perry (29 septembre 2016)
22. Épisode 107 : Fun and Mind Games (29 septembre 2016)
23. Épisode 108 : Family Feud (29 septembre 2016)
24. Épisode 109 : Break On Through (29 septembre 2016)
25. Épisode 110 : … To The Other Side (13 octobre 2016)
26. Épisode 111 : Objects in the Rearview Mirror (13 octobre 2016)
27. Épisode 112 : If You're Lost, You Can Look (13 octobre 2016)
28. Épisode 113 : Time After Time (13 octobre 2016)
29. Épisode 114 : Back to the Total Lack of Future (13 octobre 2016)
30. Épisode 115 : Narrowing Paths (13 octobre 2016)
31. Épisode 116 : Long Goodbyes (13 octobre 2016)
32. Épisode 117 : Places to Go, People to See (13 octobre 2016)
33. Épisode 118 : A God Walks Into A Giant Pit… (13 octobre 2016)
34. Épisode 119 : They Blinded Me With Science (13 octobre 2016)
35. Épisode 120 : Hell Hath No Fury (13 octobre 2016)
36. Épisode 121 : Post Apocalypse (13 octobre 2016)

## Film
La websérie est adaptée en film par la boite de production Smokebomb Entertainment. La sortie est prévue pour le 26 octobre 2017.